# CR&S DUU
La Duu è una motocicletta prodotta dalla CR&S a partire dal 2011.
Il prototipo è stato presentato all'EICMA del 2009. È stata progettata e realizzata da Roberto Crepaldi in collaborazione con Donato Cannatello per il design e Beppe Bulla per la ciclistica e la meccanica. La Duu è equipaggiata con il motore X-Wedge della americana S&S, e tutto il progetto ruota attorno ad esso. Il motore è da 1.917 cc di estrazione americana, la sua architettura ricorda i bicilindrici Harley Davidson, ma la sua progettazione è completamente moderna. 
È il secondo modello della casa, e come tale il suo nome significa "due" in dialetto milanese.
La Duu nasce attorno a questo motore e la geometria quindi è incentrata quindi su: motore alto, interasse compatto, forcellone il più lungo possibile ed angolo di inclinazione cannotto contenuto, questo porta ad una ottima maneggevolezza ma buona stabilità alle alte velocità.